# Volkswagen ID.3

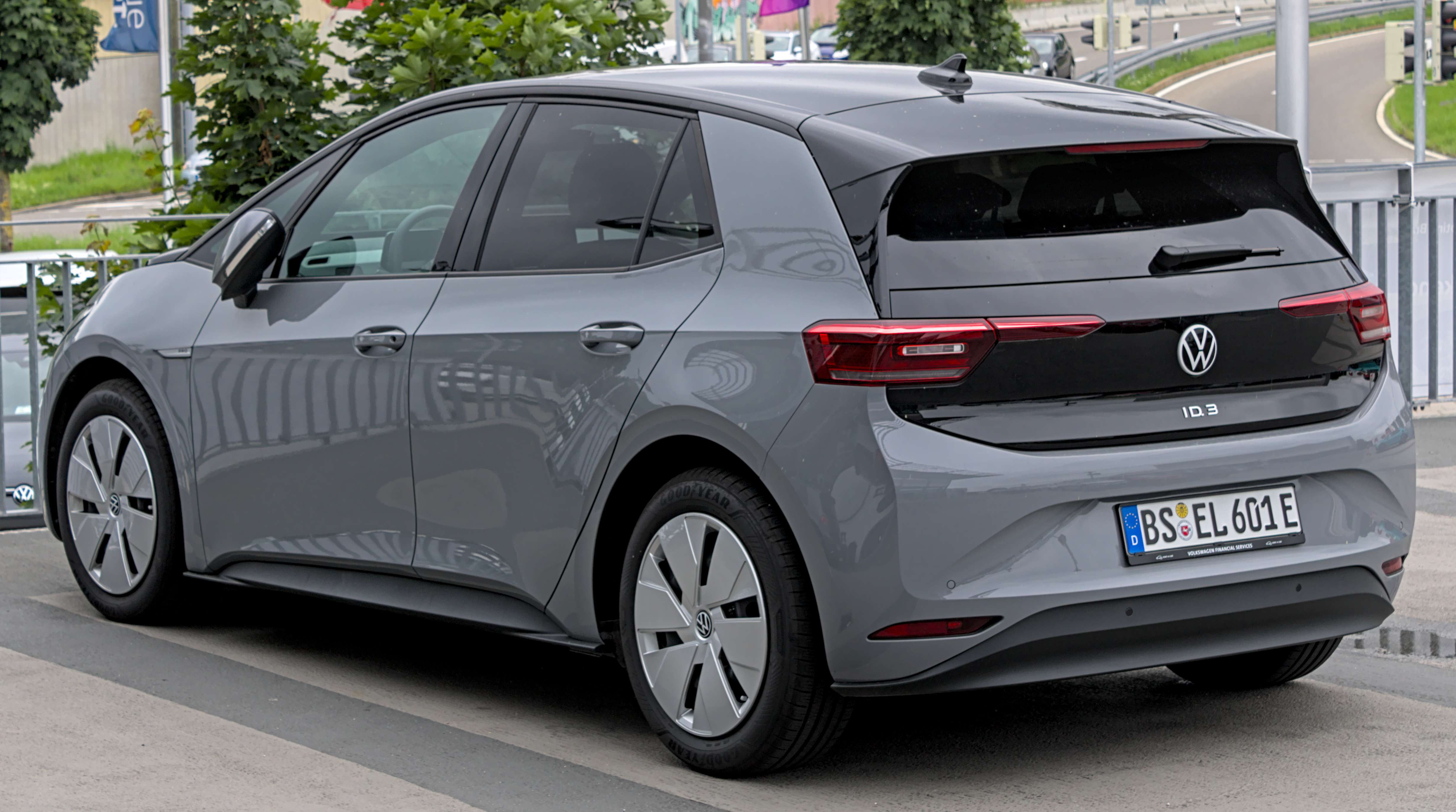
Hátulnézetből

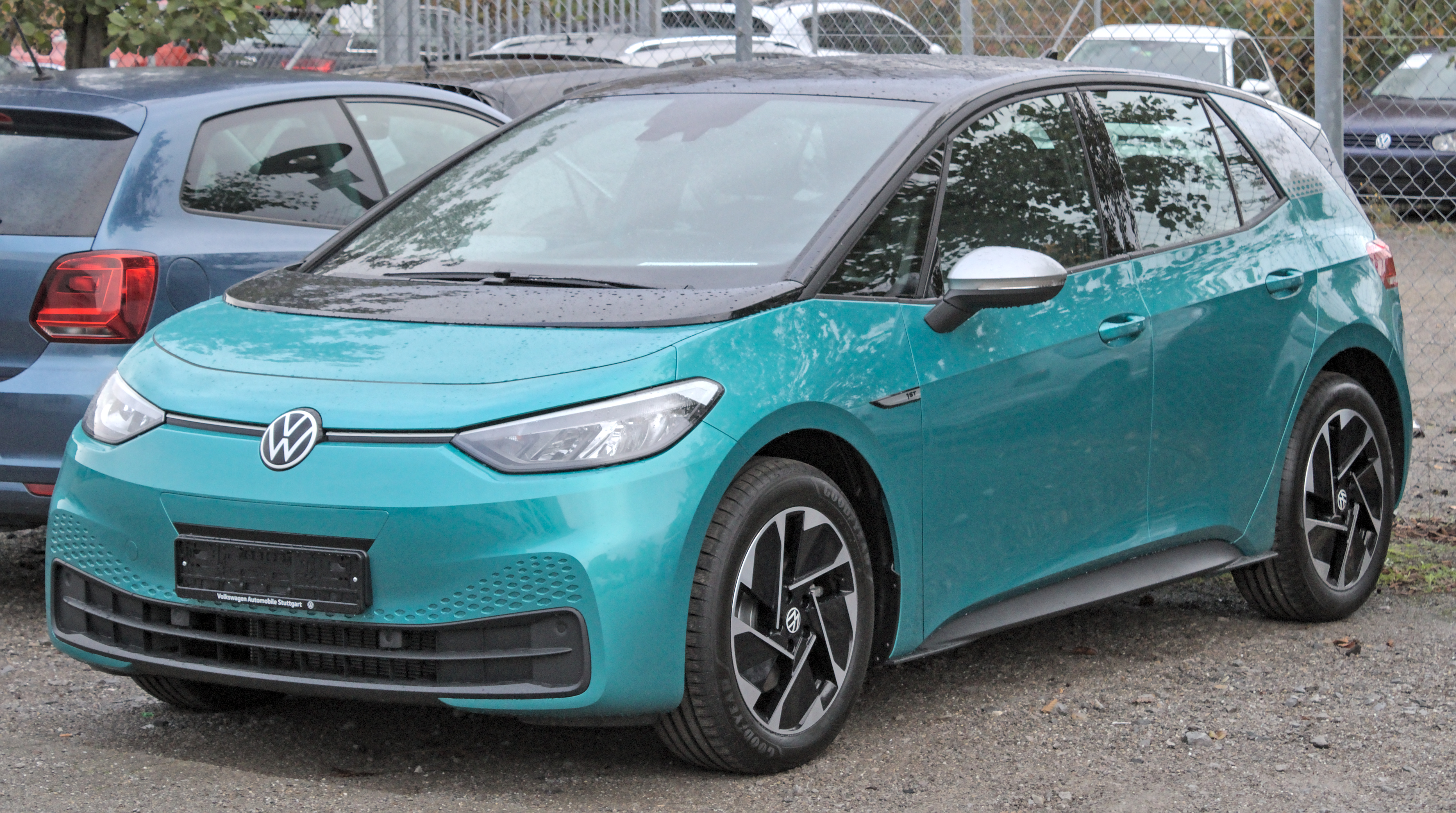
Elölnézetből

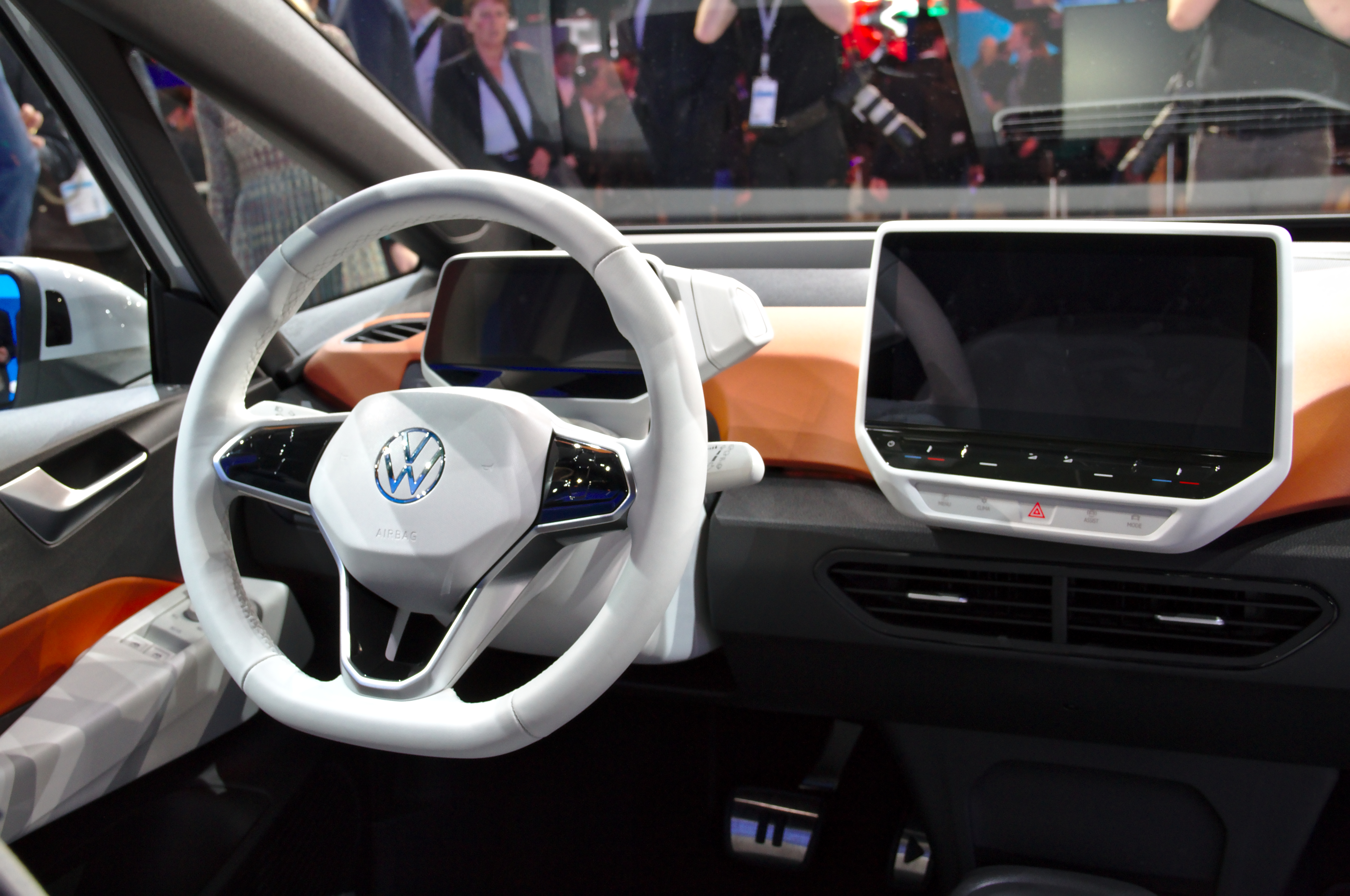
A Volkswagen ID.3 belső tere

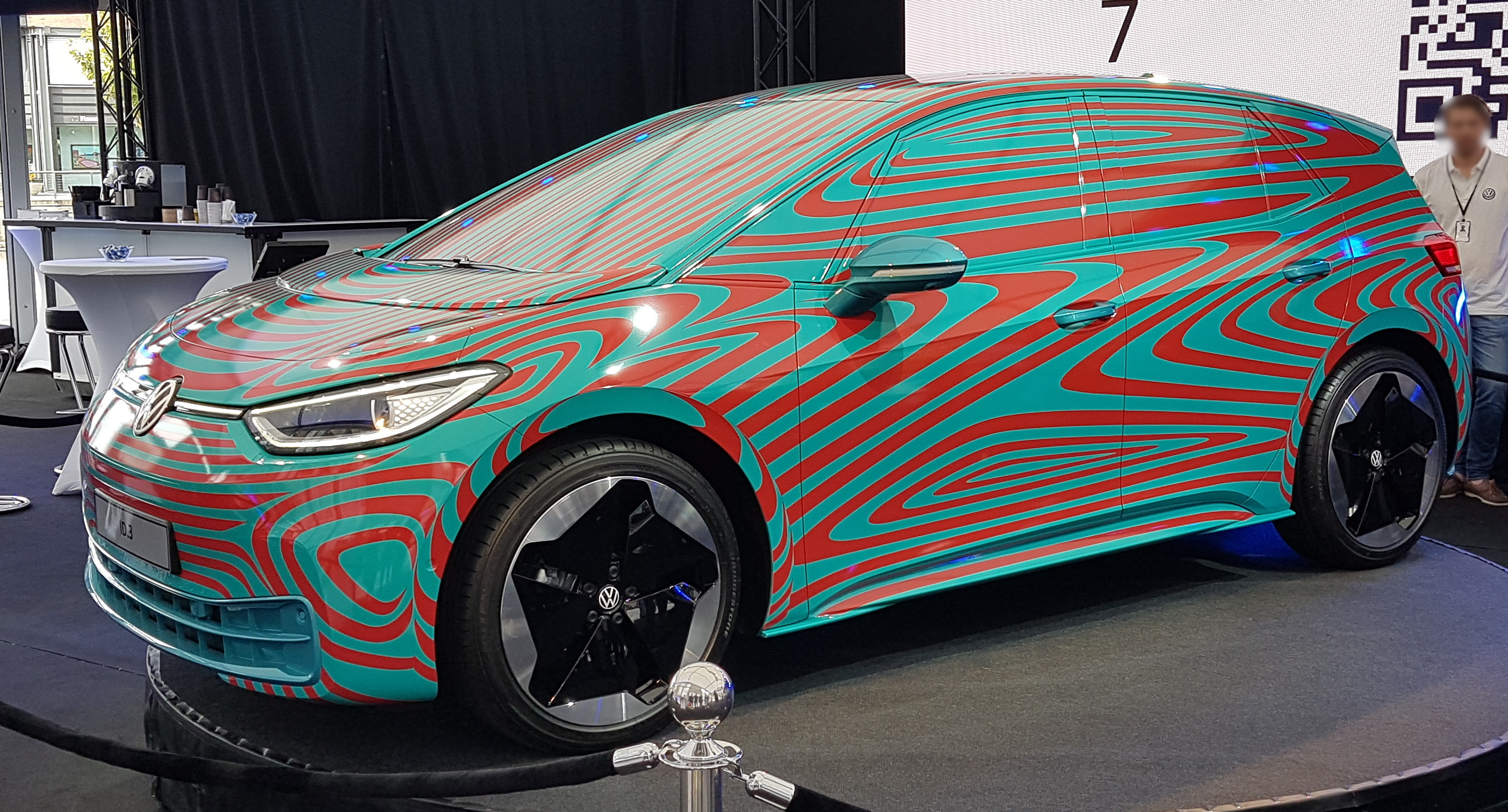
A Volkswagen ID.3 álcázott bemutatója Oslóban 2019 augusztusában

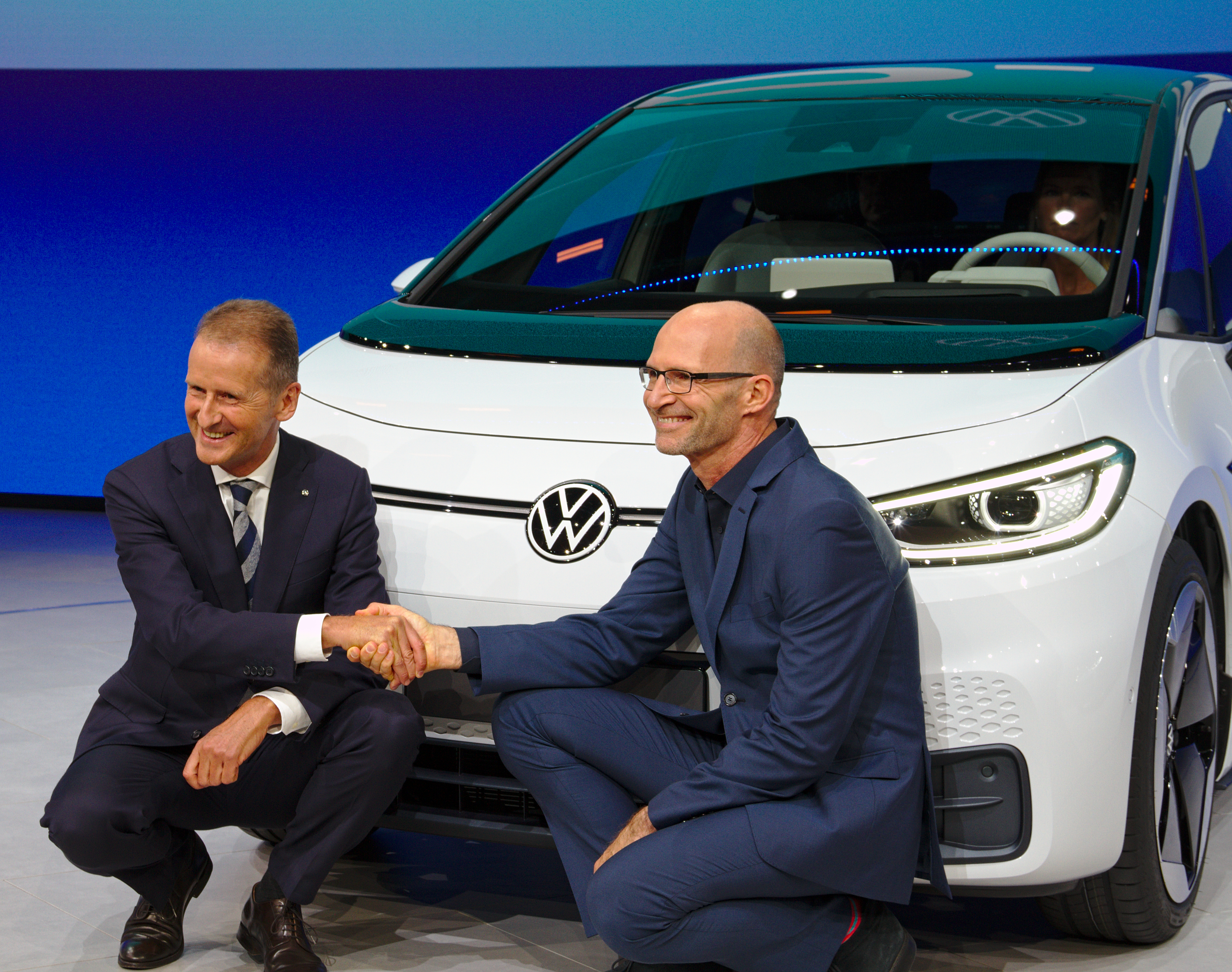
Herbert Diess és Klaus Zyciora az ID.3 bemutatásán a 2019-es Frankfurti Autószalonon

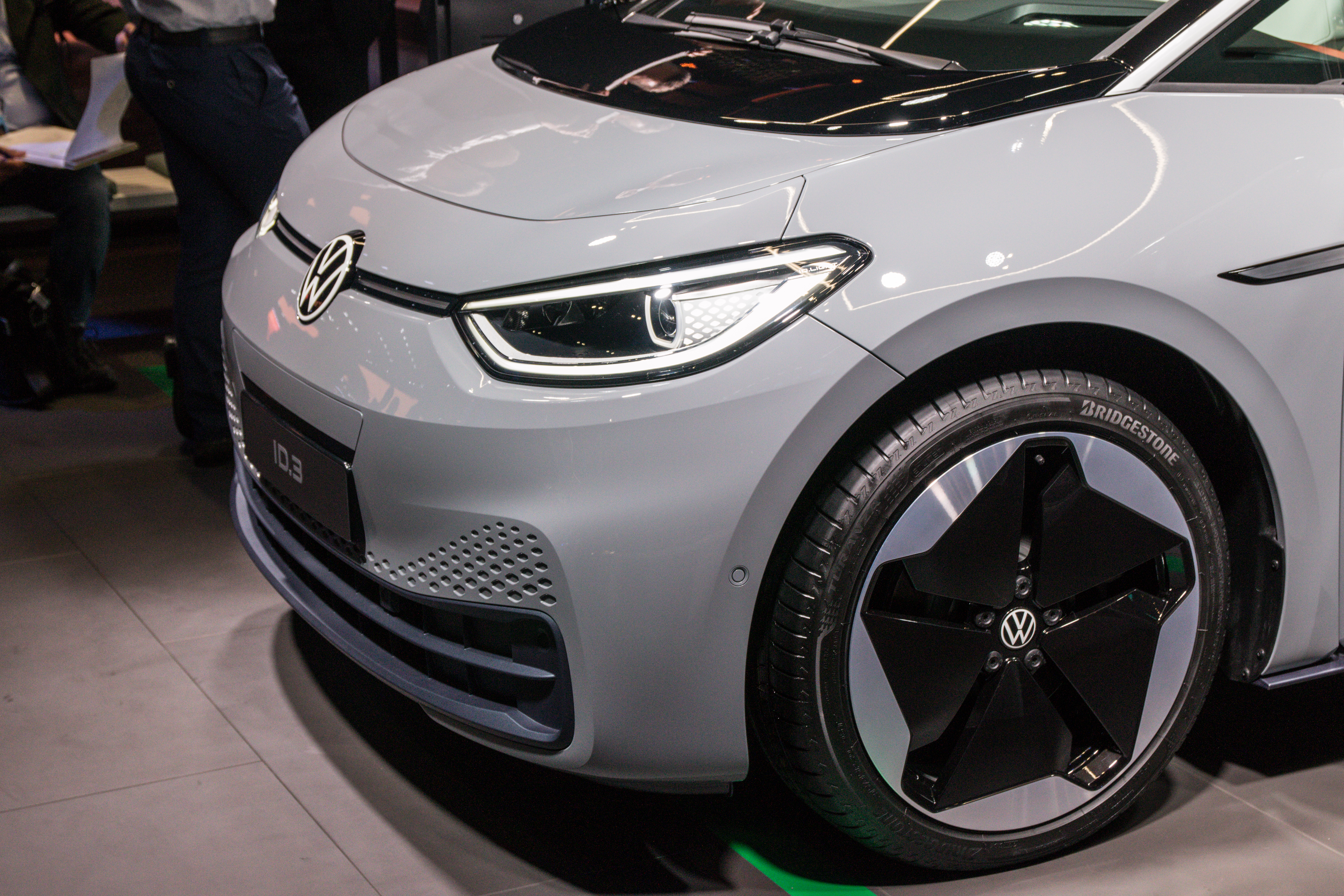
A Matrix LED fényszóróinak köszönhetően a Volkswagen ID.3 1st villogást szimulálva tudja „üdvözölni” az autó tulajdonosát

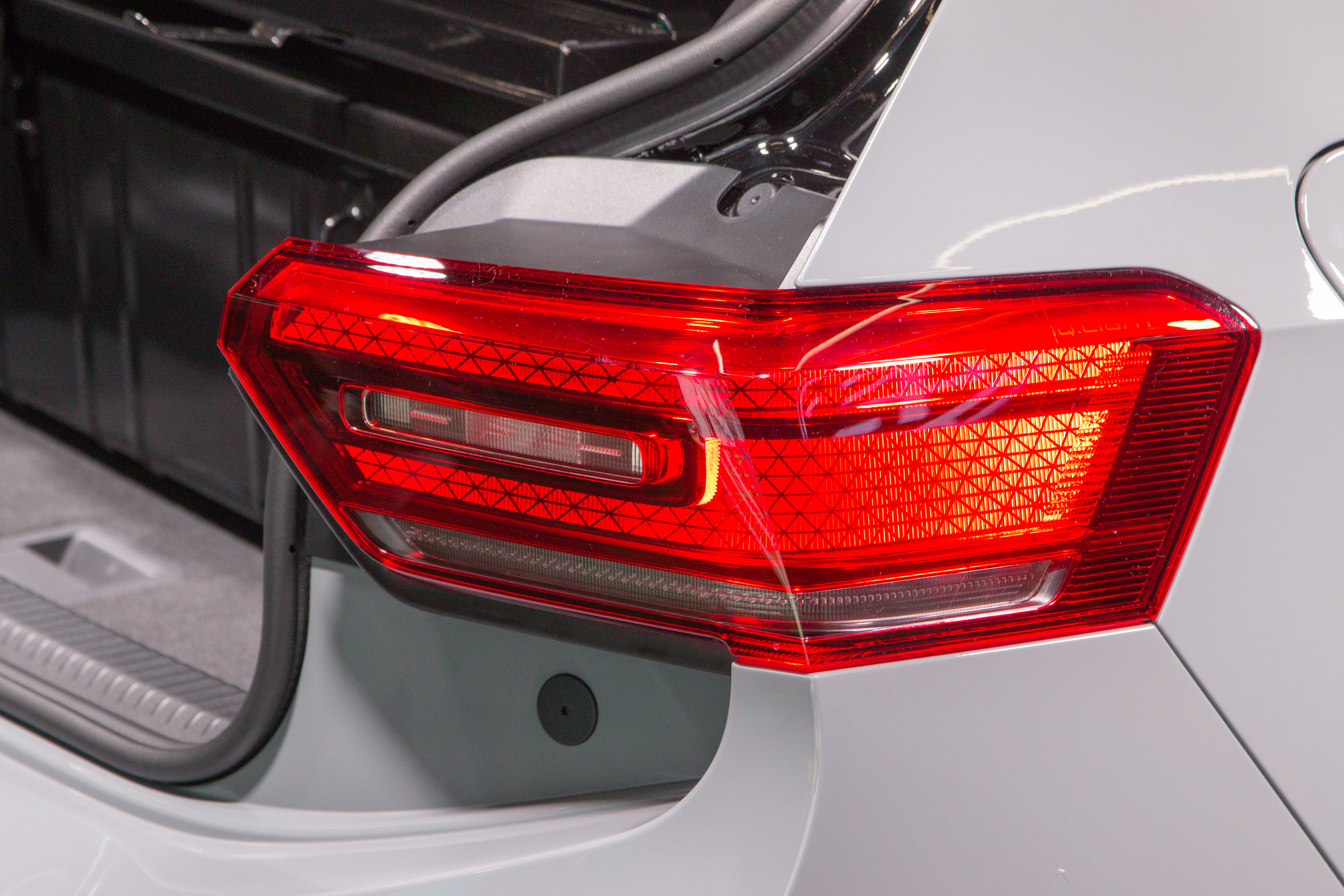
A hátsó lámpa részletes képe

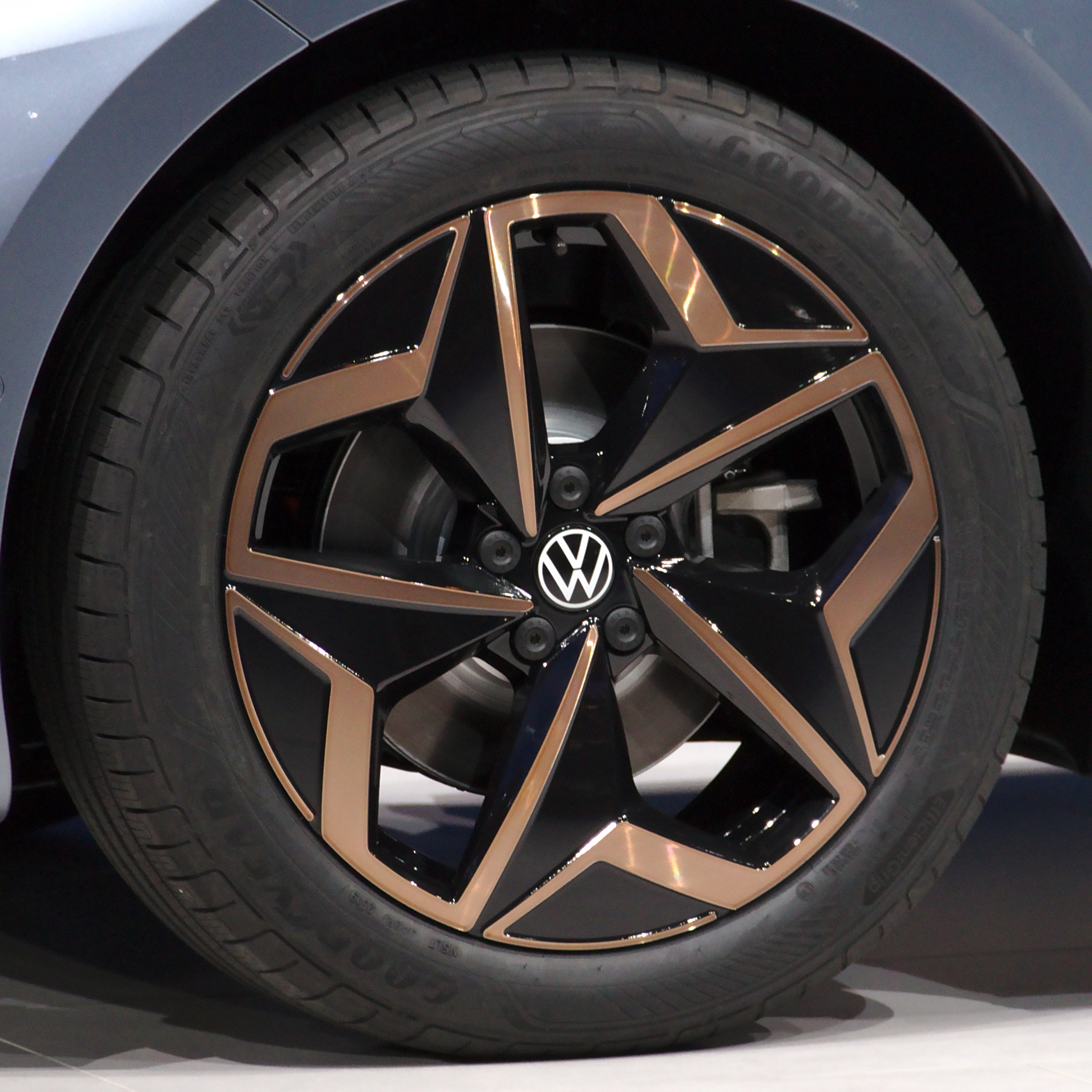
Andoya könnyűfém kerék

A Volkswagen ID.3 egy alsó középkategóriás, akkumulátoros elektromos autótípus, mely a Volkswagen első dedikált elektromos autótípusa. A hivatalos bemutatóra 2019. szeptember 9-én került sor a Frankfurti Autószalonon. Az ID.3 az első sorozatgyártású jármű, amely a kifejezetten elektromos autókhoz tervezett MEB-platformon alapul. Az MEB-platformban a hajtóakkumulátor a jármű padlójában foglal helyet. Az ID.3 a Volkswagen ID koncepciójárműre épül.
Az ID az „intelligens tervezés” rövidítése. A 3-as szám a kompakt osztályt jelöli. 2021-ben a jármű negyedik lett az Európai Év Autója szavazáson. Az ID.3-at a „Prémium 50 000 euróig” kategóriában választották a győztesnek.
2022. december elején a Volkswagen szakújságírói bemutattak egy elöl és a belső anyagok tekintetében átdolgozott ID.3-at, amely 2023 tavaszán kerül piacra.

## Előfoglalás

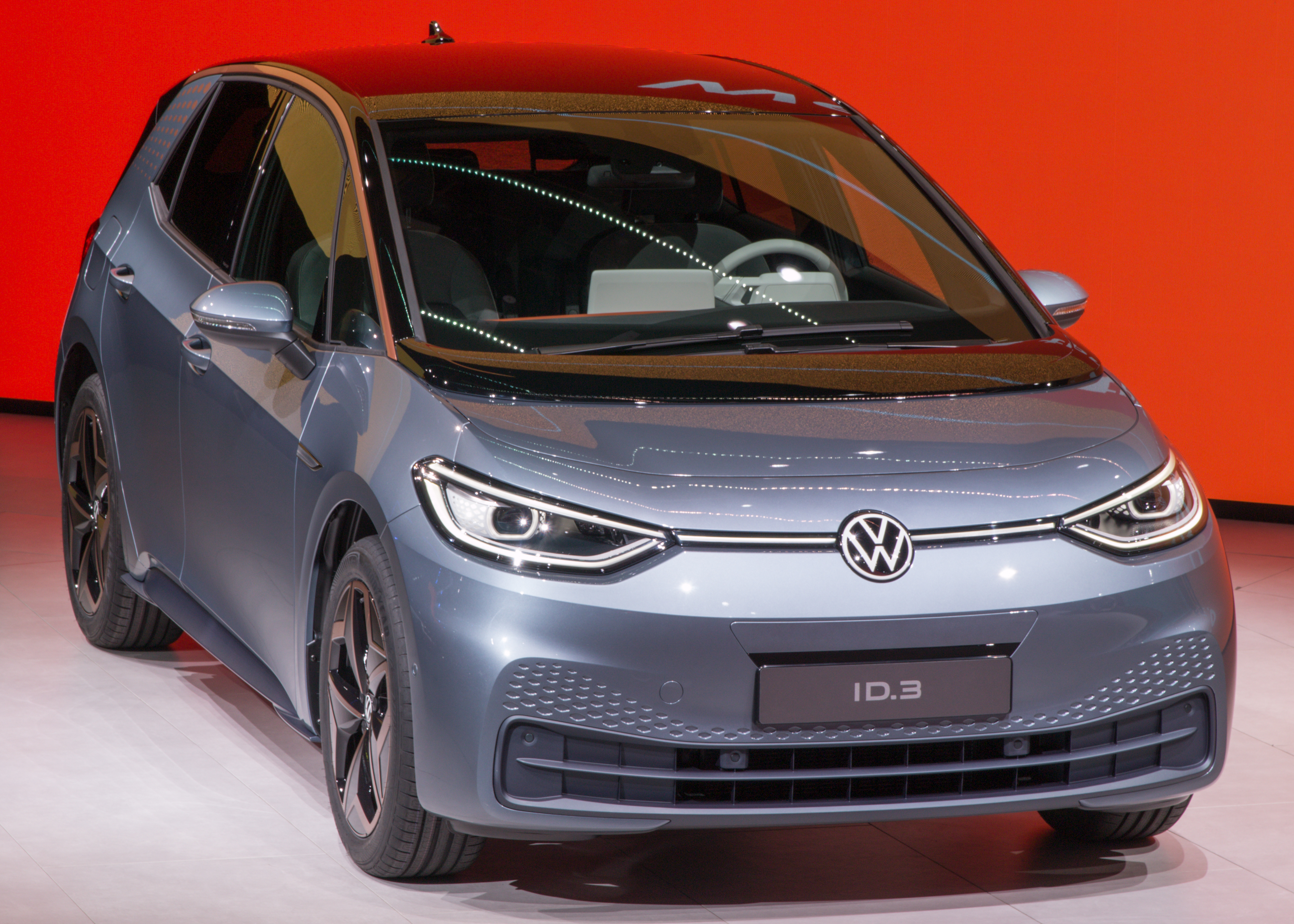
Elölnézetből
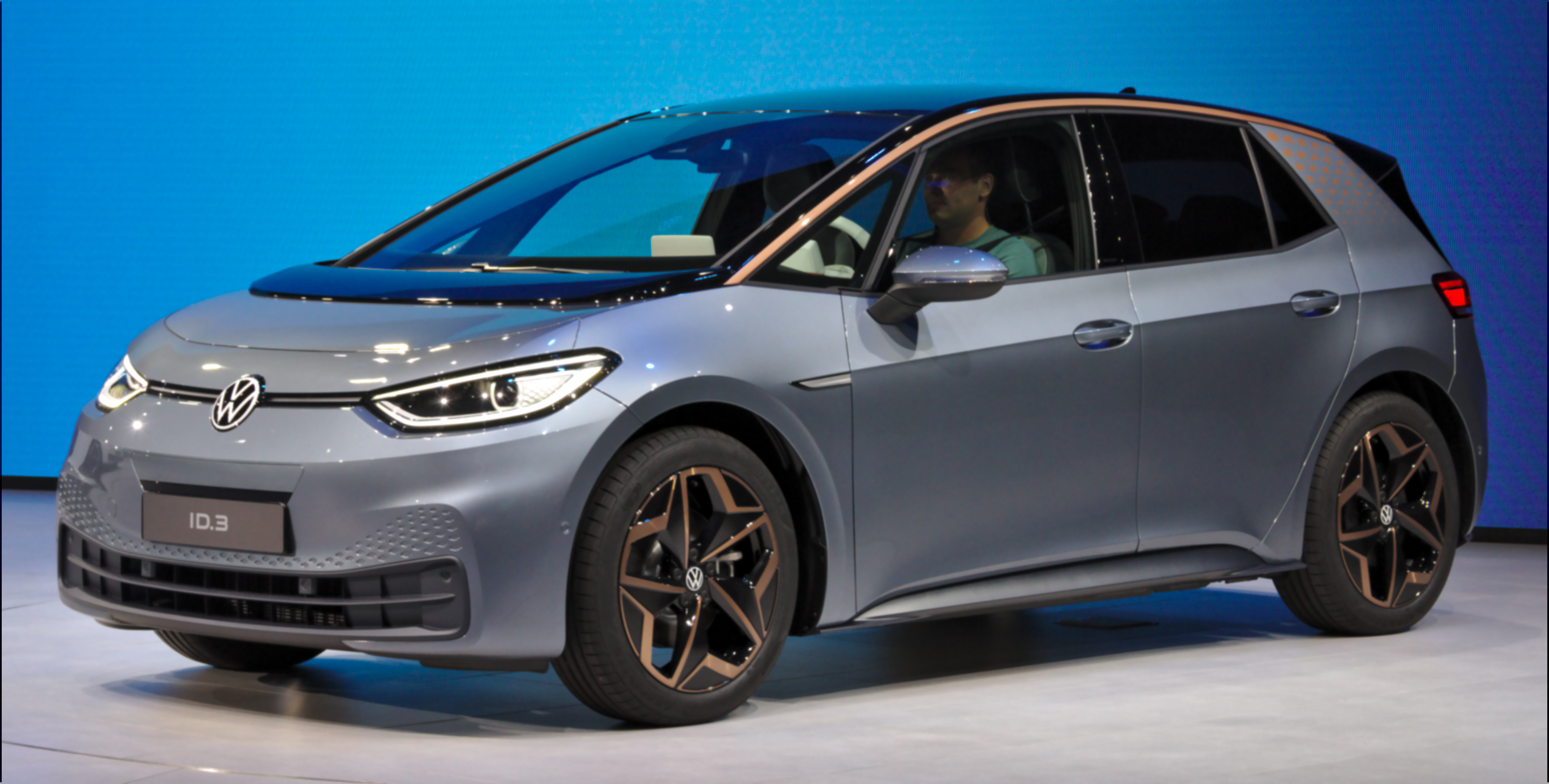
Elölnézetből
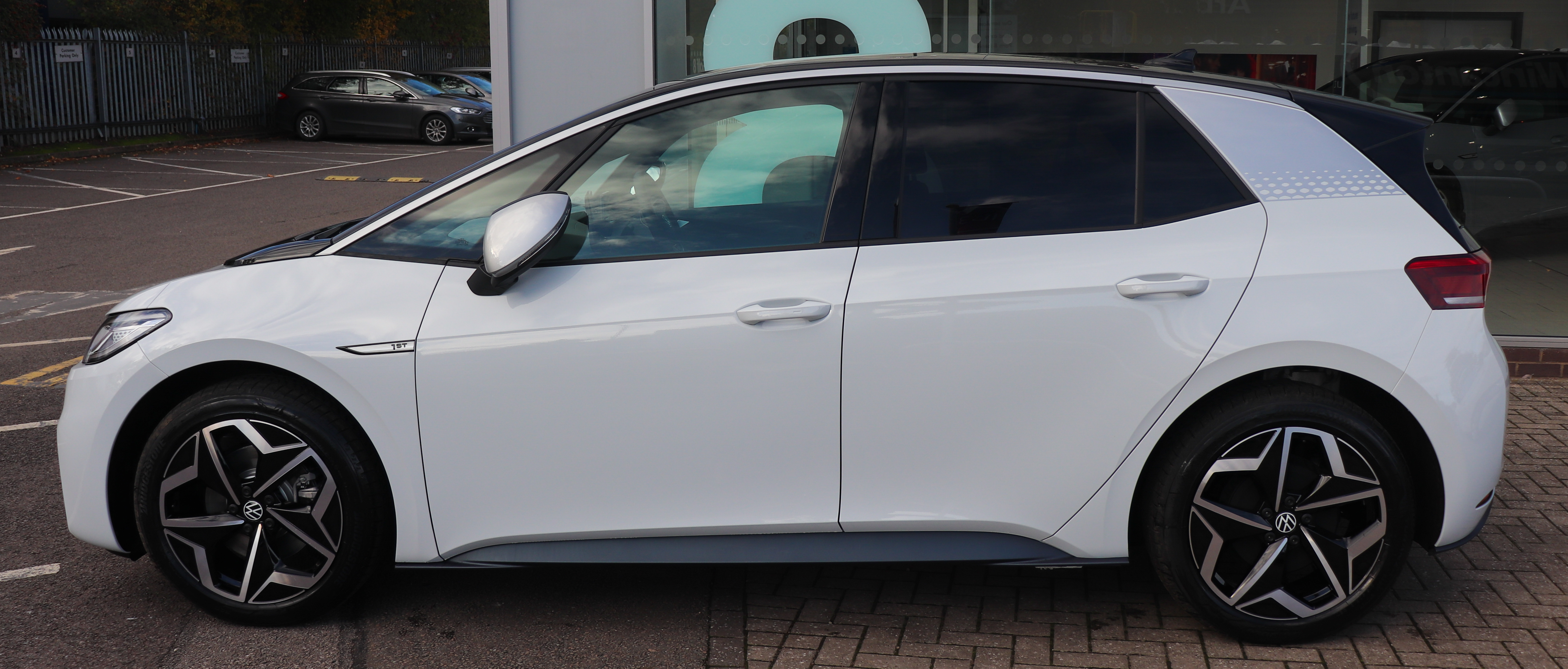
Oldalnézetből
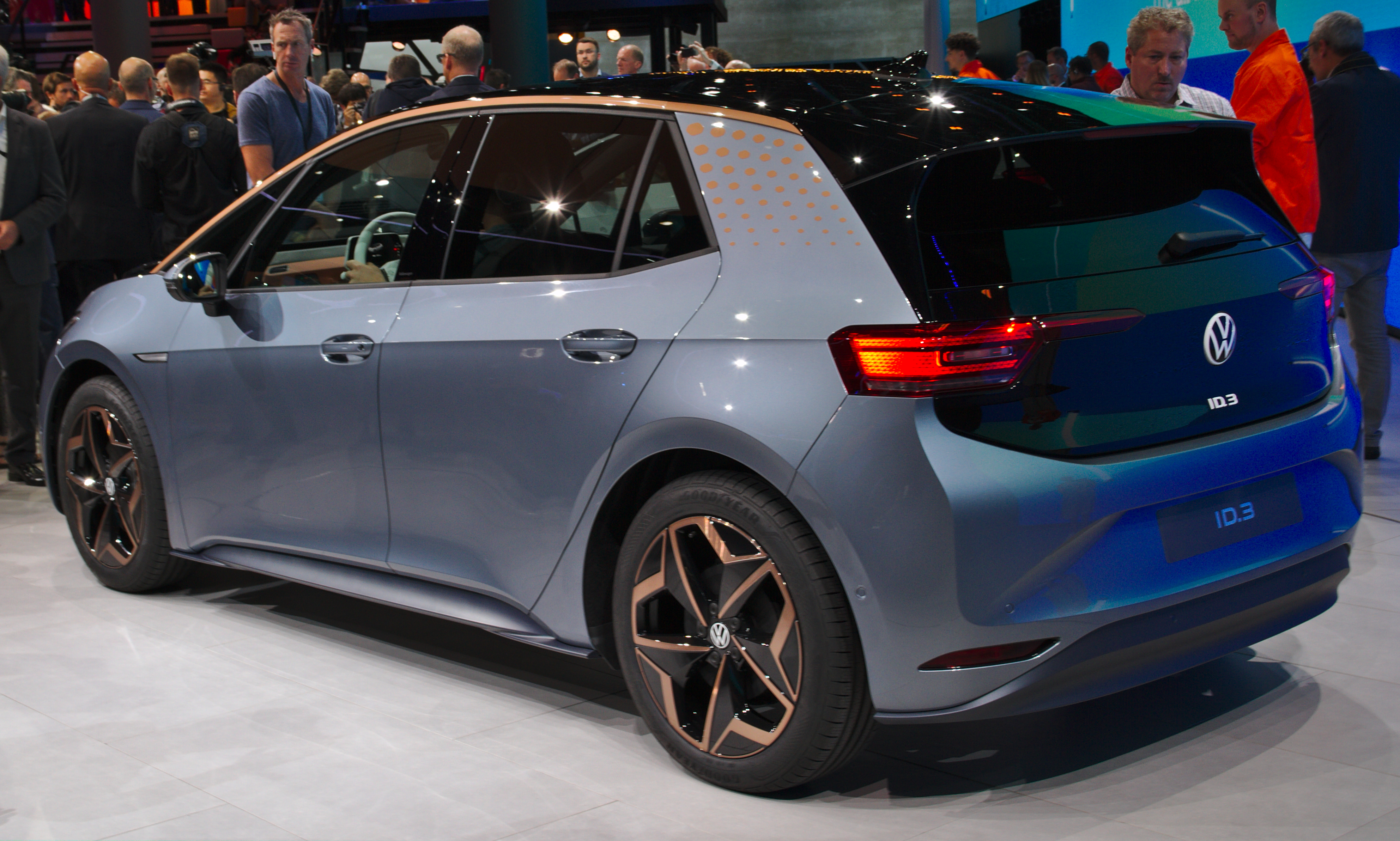
Hátulnézetből
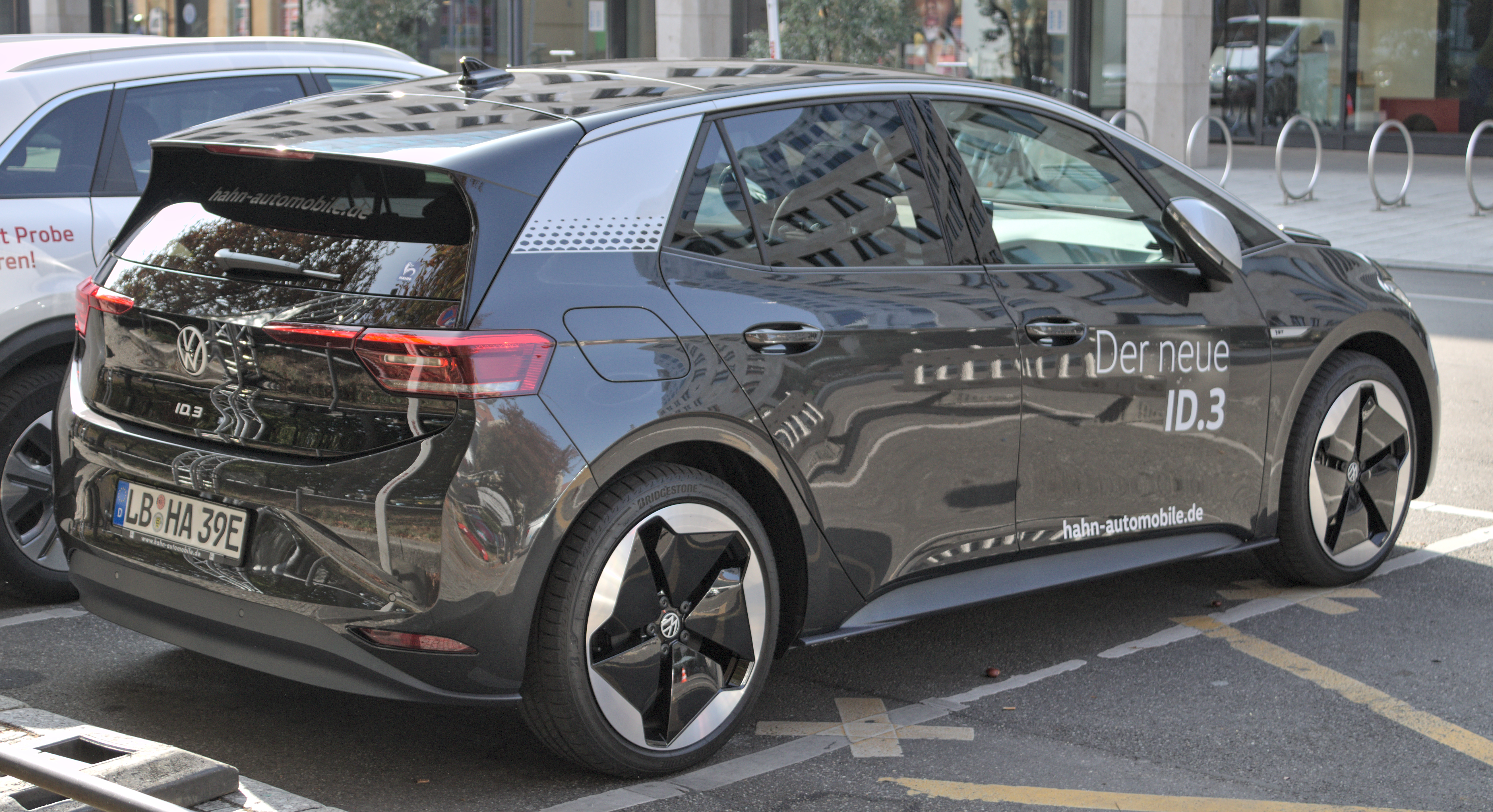
Hátulnézetből
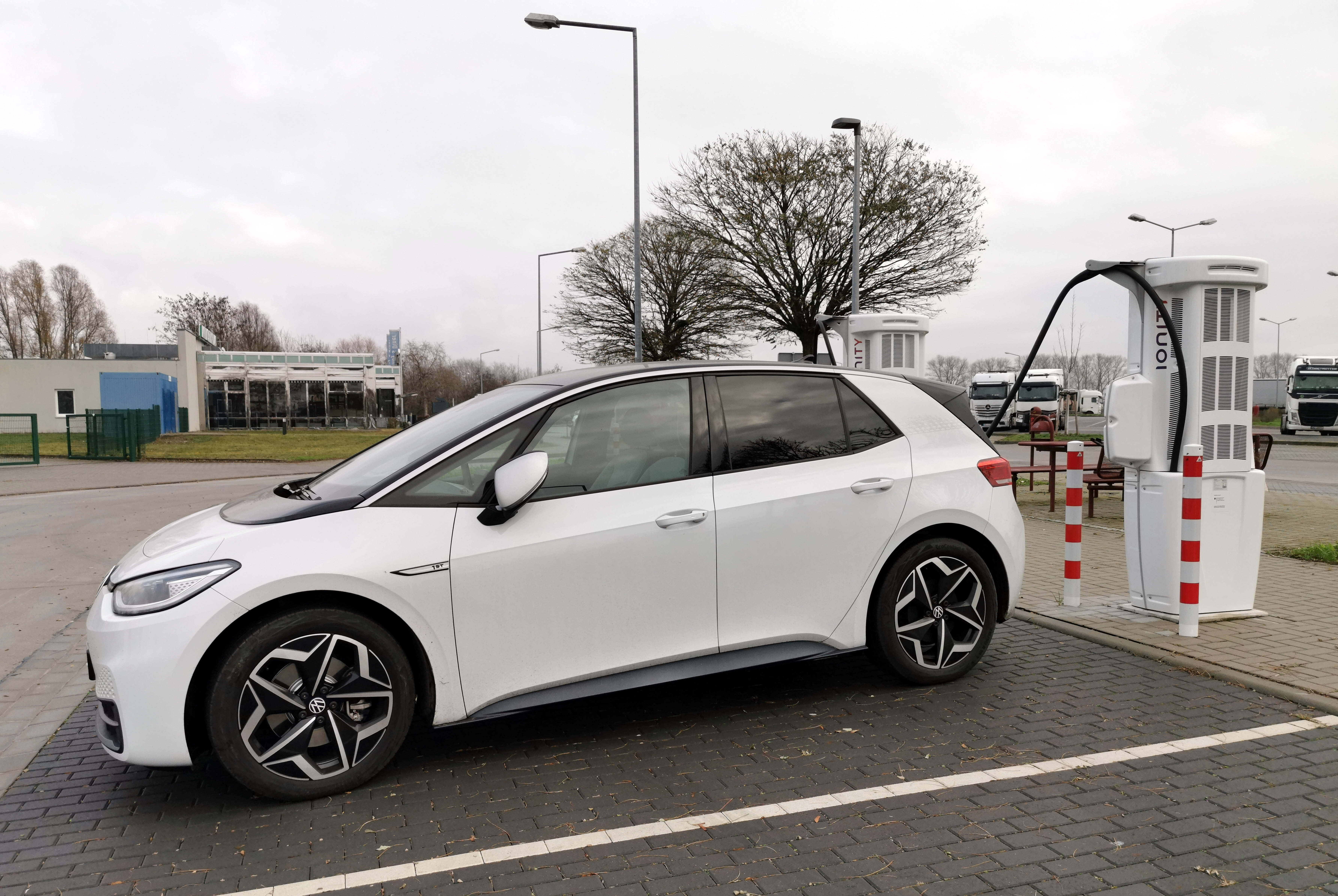
Egy Volkswagen ID.3 töltés közben
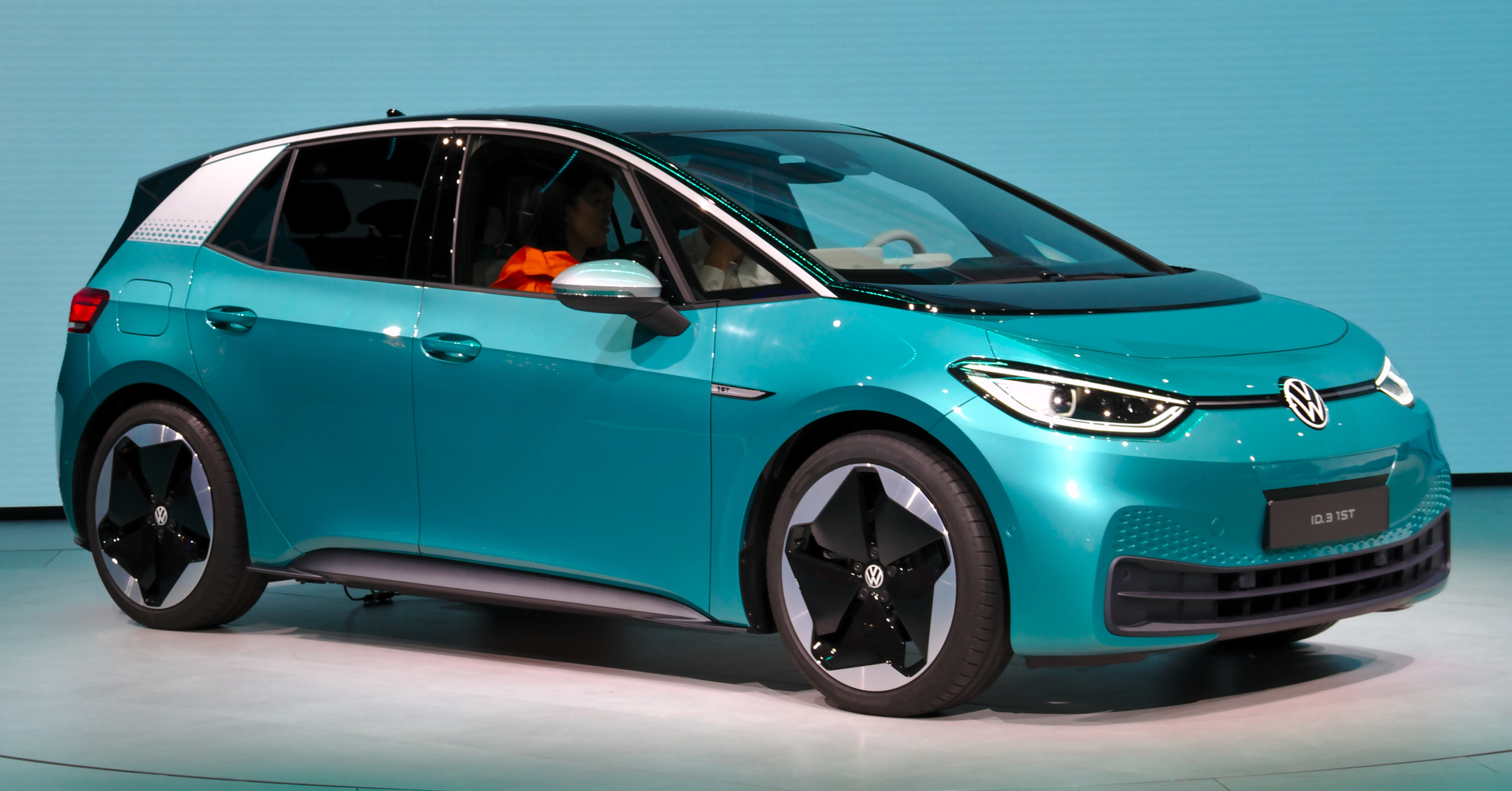
Volkswagen ID.3 1st
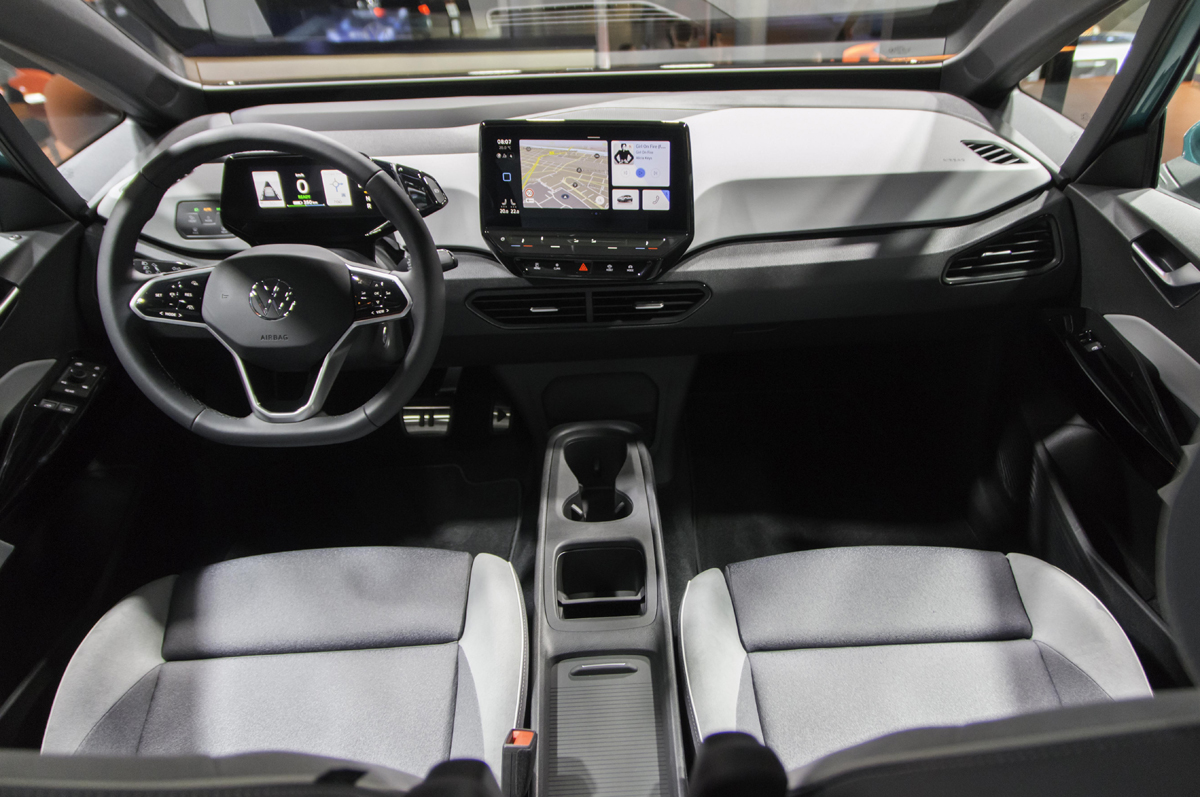
A Volkswagen ID.3 belső tere
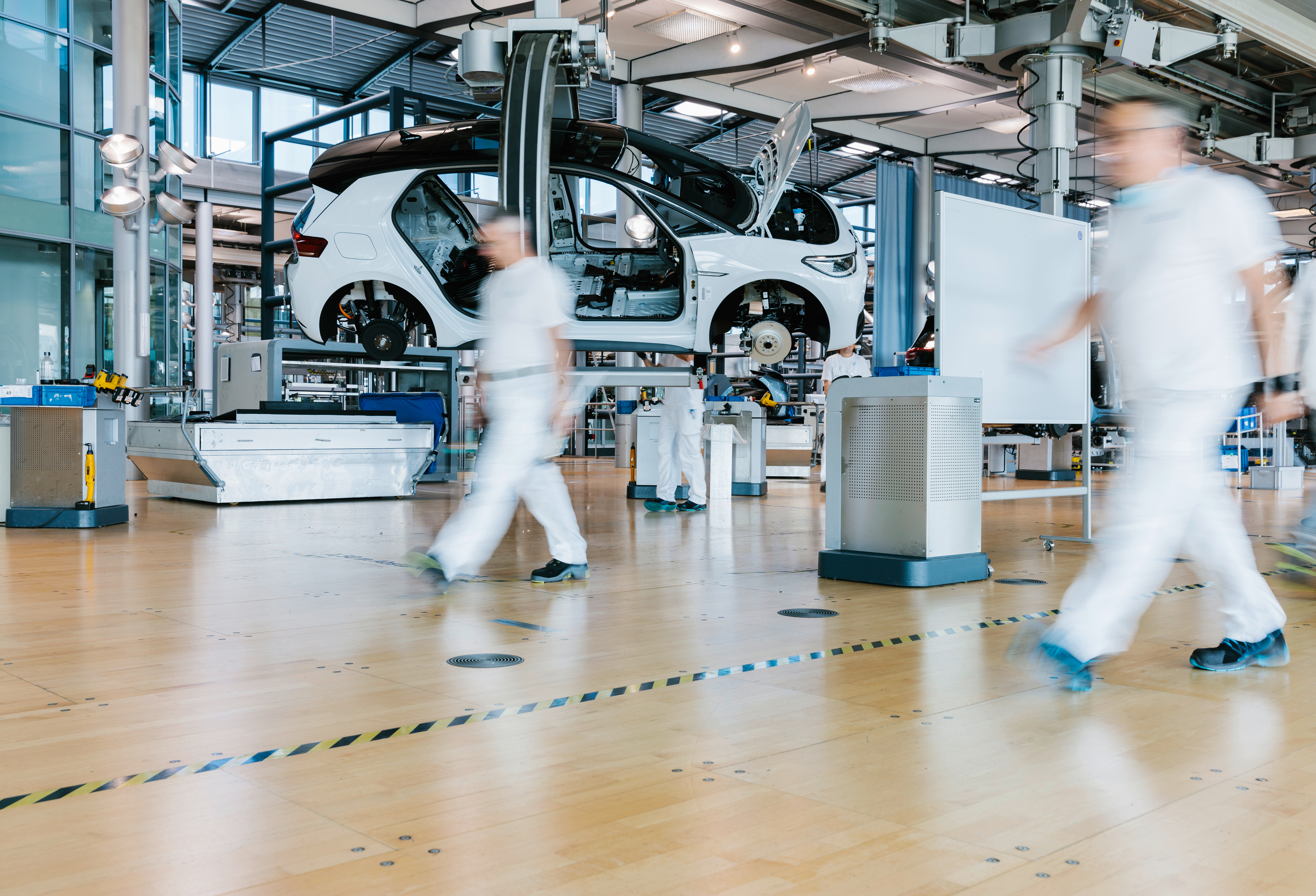
Egy Volkswagen ID.3 gyártás közben a drezdai Gläserne Manufakturban

Néhány hónappal azelőtt, hogy a járművet bemutatták a nagyközönségnek, a Volkswagen 2019. április 8-án előfoglalási kampányt indított egy különmodellel, mely az ID.3 1st nevet kapta. A lefoglaláshoz 1000 eurós (visszatérítendő) letétet kellett fizetni, amelyet világszerte 30 000 példányra korlátoztak. A 2019. szeptemberi, a Frankfurti Autószalonon tartott járműbemutató előtt a Volkswagen közzétette, hogy 30 000 regisztráció érkezett be, és az ID.3 1st összes példánya elkelt. A bemutató alkalmával közölték, hogy az első kiadás milyen konfigurációkban készül, és a hozzávetőleges árakat. Miután az előzetes foglalás kizárólag egy weboldalon keresztül történt, a Volkswagen 2019 szeptemberében a gyártás megkezdése előtt megkérte a lefoglalókat, hogy a márkakereskedőnek adják meg a konkrét felszereltségi változatot és fényezést.
Röviddel a rendelések 2020. június 17-ei megkezdése előtt az ID.3 1st pontos árait. Németországban a finanszírozás és opciók előtt 39 995 eurós (Pro), 45 995 eurós (Plus) és 49 995 eurós (Max) árakat szabtak meg. Mivel a szoftver a meghirdetett 2020. szeptemberi szállítási dátumig nem készült el, a Volkswagen későbbi szállítást vagy pénzügyi előnyöket kínált azoknak, akik előre megrendelték az autót. A megrendelés indulásakor 37 000 foglalás volt. Az első járművet 2020. november 11-én adták át a drezdai Gläserne Manufakturban egy passaui vásárlónak.

## Termelési létesítmények
A gyártás 2019. április 4-én indult a zwickaui üzemben. A második összeszerelősort 2020 áprilisára tervezték. A Volkswagen 2019. szeptember 6-án megerősítette az első 400 előszériás jármű megépítését. A Volkswagen 2021. január vége óta gyártja az ID.3-at is az drezdai Gläserne Manufakturban. 2021 júniusában bejelentették, hogy a járművet a SAIC Volkswagen is gyárthatja a kínai Antingban. 2022 végén pedig bejelentették, hogy a wolfsburgi üzemben is gyártani fogják a Volkswagen ID.3-at

## Biztonság
2020 őszén az ID.3 járműbiztonsági tesztjét az Euro NCAP tesztelte. Öt csillagot kapott a lehetséges ötből.

## Technológia

### Hajtás
A Volkswagen ID.3 hátsókerék-hajtással rendelkezik. Erre a célra a hátsó tengelyen egy állandó gerjesztésű szinkrongép található, maximum 150 kW-os teljesítménnyel és 310 Nm maximális nyomatékkal. A jármű végsebessége elektronikusan 160 km/órára van beállítva.

### Menetzaj
2019. július 1-je óta az Európai Parlament rendelete értelmében az újonnan nyilvántartásba vett elektromos járműveknek 20 km/órás sebességig figyelmeztető jelzéssel vagy mesterségesen generált menetzajjal (Acoustic Vehicle Alerting System, röviden AVAS), amely indításkor automatikusan bekapcsol. A Volkswagen a szabályozást arra használja, hogy az ID.3-nak olyan egyedi hangzást adjon, amely megkülönbözteti más elektromos meghajtású autóktól, és Leslie Mandoki magyar származású zenészt kérték fel a hang komponálására.

### Szolgáltatás
A Volkswagen ID.3 műszerfala a kormány mögött található kijelzőből áll, amely minden fontos információval ellátja a vezetőt (a sebességmérőtől az akkumulátor töltöttségi szintjéig és a navigációs utasításokig). Minden kezelőszervet – beleértve a kormányon lévőket is – érintésérzékeny gombokkal ellátott érintőfunkciókkal lehet vezérelni. A Volkswagen csak érintésérzékeny kapcsolókat használ az ablakemelőkhöz és a visszapillantó tükrök beállításához. A pilótafülke közepén egy 10 hüvelykes érintőképernyő található. Ez hozzáférést biztosít az összes fontos infotainment funkcióhoz a zenelejátszástól a navigációig és a légkondicionálásig. Opcióként head-up kijelző is elérhető.
Ezenkívül a Volkswagen ID.3 hangvezérléssel is működtethető. Meghallja a "Hello ID" aktiváló szót.

### Fékrendszer
A járműben alapfelszereltségként belső szellőzésű tárcsafékek vannak az első tengelyen és dobfékek a hátsó tengelyen. A dobfékek célja, hogy megakadályozzák a féktárcsák idő előtti rozsdásodását.
A gyakorlati teszteken 11 m/s² a maximális fékezési lassulás, ami a féktávot tekintve nem jelzi a hátsó dobfékek hátrányát a tárcsafékkel szemben.
A maximális rekuperatív lassulás 2,9 m/s², ami jó 100 kW-os regenerációs teljesítménynek felel meg.

### Akkumulátor és hatótávolság
Az ID.3 gyártási modellje – a lítium-ion meghajtó akkumulátor kapacitása és az előrejelzési (WLTP) tartomány tekintetében – három változatban rendelhető:
| Akkumulátor | Elnevezés | Kapacitás | Kapacitás | Súly   | Hatótáv (WLTP) | Fogyasztás (WLTP)    |
| Akkumulátor | Elnevezés | Bruttó    | Nettó     | Súly   | Hatótáv (WLTP) | Fogyasztás (WLTP)    |
| ----------- | --------- | --------- | --------- | ------ | -------------- | -------------------- |
| kicsi       | Pure      | 55 kWh    | 45 kWh    | 310 kg | 348–351 km     | 16,9–15,4 kWh/100 km |
| közepes     | Pro       | 62 kWh    | 58 kWh    | 385 kg | 416–426 km     | 16,9–15,4 kWh/100 km |
| nagy        | Pro S     | 82 kWh    | 77 kWh    | 514 kg | 542–549 km     | 16,9–15,4 kWh/100 km |

A különböző változatok az akkumulátormodulok számában különböznek egymástól. Az akkumulátor aktívan hűthető és fűthető egy víz-glikol körön keresztül. A Volkswagen nyolc év vagy 160 000 kilométer garanciát ad a vevőnek a meghajtó akkumulátorra, ami azt jelenti, hogy az akkumulátor hasznos kapacitása 70 % nem esik alá.
Az ID.3 légellenállási együtthatója cw 0,267. Az elülső terület körülbelül 2,3 m².
A nagy, 77 kWh-s akkumulátor nagyobb tömege bizonyos korlátozásokat von maga után a járművek felszerelését illetően: A megengedett össztömeg miatt 2021 márciusáig csak négy ülés volt. Azóta létezik egy ötüléses változat is, a „Pro S (5-üléses)”. A 77 kWh-s akkumulátorral a jármű nem rendelhető sem panorámatetővel, sem kerékpárszállító vonószerszámmal.

### Töltés
A beépített töltővel az ID.3 háromfázisú csatlakozóra csatlakoztatható, akár 11 kW (230 V, 16 A háromfázisú töltés) töltési kapacitással (közepes és nagy akkumulátor), jellemzően fali dobozban. A kis akkumulátorral a töltési kapacitás háromfázisú csatlakozásnál 7,2 kW-ra korlátozott (16 A kétfázisú; a háromfázisú kapcsolat három fázisából csak kettő használata). Egy kábel (mellékelve) egy fali dobozon használatos, amelynek mindkét végén 2-es típusú csatlakozó található.
A háztartási csatlakozóaljzatból történő töltéshez (Schuko, egyfázisú, 16 A-es biztosítékkal) a gyártó egy külső, kábelbe épített vezérlődobozt szállít (ezt néha "vésztöltőkábelnek", köznyelvben pedig "töltőkockának" nevezik), amelynek maximális töltőárama 10 A megengedett; maximum 2,3 kW a töltési teljesítménye. A jármű és az áramforrás közötti ilyen típusú csatlakozásnál egy 2-es típusú csatlakozót kell felszerelni a kábel jármű oldalán.
Az egyenáramú gyorstöltés a szabványos beépített CCS csatlakozáson keresztül lehetséges. Az áramellátást vastag kábelekkel és CCS csatlakozókkal ellátott töltőállomások biztosítják. A maximális töltési teljesítmény a töltőállomástól és a vontatási akkumulátor kapacitásától függ. A közepes méretű akkumulátorral rendelkező járműveknél a maximális töltési kapacitás kezdetben 100 kW volt, 2021 közepétől pedig 120 kW-ra növelték; a nagy akkumulátorral maximum 135 kW töltési teljesítmény lehetséges. A kisméretű, 45 kWh-s akkumulátorral a maximális töltési kapacitás alapkivitelben 50 kW-ra korlátozott; 100 kW felár ellenében volt lehetséges, 2021 májusától 110 kW-ra emelkedett.

### Szoftver
Az ID.3 az első olyan jármű a Volkswagentől, amely a vw.os új operációs rendszerét használja. Ez vezérli azokat a processzorokat, amelyeket a Volkswagen a végpontok közötti elektronikus architektúrája – röviden „E3” – alkotóelemeiként tervezett. Az „E3” architektúra a MEB platform részeként jelent meg. Lehetővé teszi a rendszerek frissítését a járművek életciklusa során a Volkswagen az „Automotive Cloud” segítségével.
2021 júliusától az ID.3 szoftver éteren keresztüli frissítésekkel, így mobilhálózaton keresztül frissül. A tervek szerint 12 hetente frissítik.

### Hőszivattyú
Országtól és felszereltségváltozattól függően az ID.3-at hőszivattyúval rendelkezik a jármű fűtéséhez és hűtéséhez. Ehhez kapcsolódik a szén-dioxid hűtőközeg használata a légkondicionáló rendszerben; ezt a Szövetségi Környezetvédelmi Ügynökség már 2010-ben javasolta személygépkocsikhoz.
A hőszivattyúval óránként 3-4 kWh energia takaríthat meg a fűtés során.

## Műszaki adatok
|                                        | Pure Performance               | Pro                           | Pro Performance     | Pro S               |
| -------------------------------------- | ------------------------------ | ----------------------------- | ------------------- | ------------------- |
| Gyártási időszak                       | 2021. január – 2021. augusztus | 2020. november – 2022. január | 2019. november óta  | 2020. július óta    |
| Folyamatos teljesítmény, hátsó tengely | 70 kW                          | 70 kW                         | 70 kW               | 70 kW               |
| Teljesítmény, hátsó tengely, csúcs     | 110 kW                         | 107 kW                        | 150 kW              | 150 kW              |
| Nyomaték, hátsó tengely, csúcs         | 275 Nm                         | 275 Nm                        | 310 Nm              | 310 Nm              |
| Meghajtás típusa                       | hátsókerékhajtás               | hátsókerékhajtás              | hátsókerékhajtás    | hátsókerékhajtás    |
| Gyorsulás, 0–100 km/óra                | 8,9 másodperc                  | 9,6 másodperc                 | 7,3 másodperc       | 7,9 másodperc       |
| Maximális sebesség                     | 160 km/óra                     | 160 km/óra                    | 160 km/óra          | 160 km/óra          |
| Akkumulátor kapacitása, bruttó/nettó   | 48 kWh/45 kWh                  | 62 kWh/58 kWh                 | 62 kWh/58 kWh       | 82 kWh/77 kWh       |
| Akkumulátor hőkezelés                  | aktív folyadékhűtés            | aktív folyadékhűtés           | aktív folyadékhűtés | aktív folyadékhűtés |
| Fogyasztás 100 km-en (NEDC)            | 13,1 kWh                       | 13,4 kWh                      | 14,5 kWh            | 13,5 kWh            |
| Hatótáv (WLTP)                         | 352 km                         | 426 km                        | 426 km              | 553 km              |
| cW-érték                               | 0,27                           | 0,27                          | 0,27                | 0,27                |
| Saját tömeg vezetővel                  | 1772 kg                        | 1805 kg                       | 1805 kg             | 1934 kg             |
| Megengedett legnagyobb súly            | 2240 kg                        | 2270 kg                       | 2270 kg             | 2280 kg             |
| Fordulókör                             | 10,2 méter                     | 10,2 méter                    | 10,2 méter          | 10,2 méter          |

## Testvérmodellek

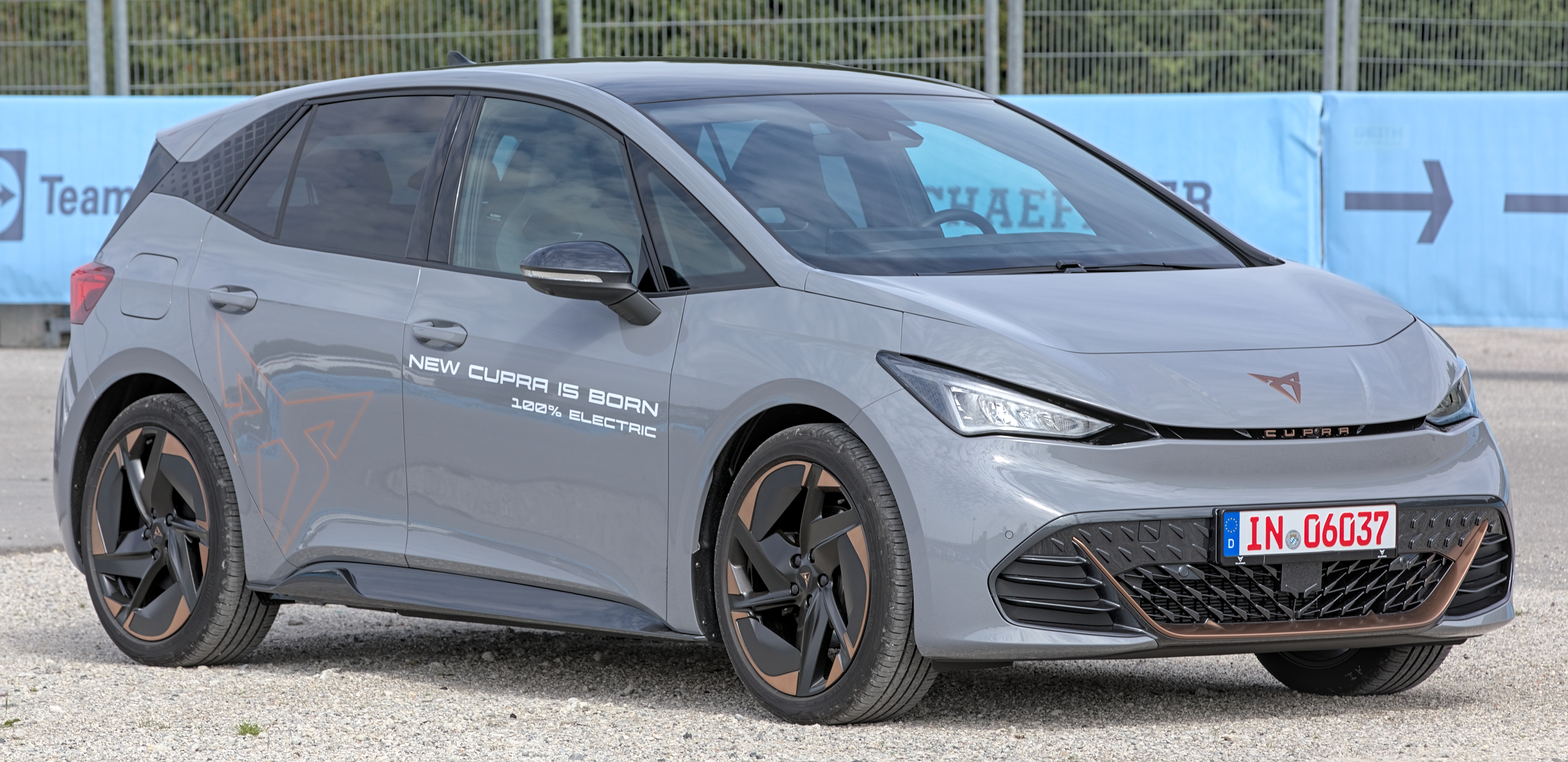
Cupra Born a 2021-es Müncheni Autószalonon

A Cupra Born a Volkswagen ID.3 testvérmodellje, és ehhez hasonlóan 2021 szeptembere óta a szászországi Zwickauban készül. 2019 márciusában a Genfi Autószalonon bemutattak egy koncepcióautót, amely akkor még Seat márkanév alatt „el-Born” néven szerepelt, ennek az utódja a Cupra Born.

## A környezeti egyensúlyra vonatkozó intézkedések
A jármű üzemeltetéséhez a Volkswagen felhívta a figyelmet a megújuló energiaforrások használatának fontosságára, és részt vett az Ionity gyorstöltőhálózat kiépítésében is, amely tanúsított megújuló energiaforrással termelt árammal működik.

### Termelés
A Volkswagen az LG Chemtől vásárolja meg a vontatási akkumulátorokat, és kötelezettséget vállalt arra, hogy termelésük során csak tanúsított zöldenergiát használnak. A lengyelországi Kobierzycében (Wroclaw mellett) található LG Chem gyár 2019 óta látja el a Volkswagent.
A zwickaui üzemben a Volkswagen ID.3 gyártásához részben a Volkswagen leányvállalatától, a Volkswagen Kraftwerks GmbH -tól és saját kapcsolt erőművétől származó zöldáramot használják fel.

### Újrahasznosítás
2021. január végén a Volkswagen Salzgitterben üzembe helyezett egy nagyfeszültségű akkumulátorok újrahasznosítására szolgáló kísérleti üzemet, amely évente 3600 (1500 tonna) akkumulátort képes feldolgozni. Jelenleg a tesztjárművek és a balesetes járművek akkumulátorainak feldolgozása folyik. Az üzem 2030 körül lesz kész, és tovább lesz bővíthető.

## Értékesítési adatok

### Termelés
2019-ben, a 2019 novemberi gyártás kezdete és az év vége között 50 db Volkswagen ID.3 típusú autó készült Zwickauban. A gyártás első teljes évében, 2020-ban a legyártott járművek száma 64 259-re emelkedett, míg 2021-ben már 73 738 darab Volkswagen ID.3 készült.
| Év     | darabszám | forrás |
| ------ | --------- | ------ |
| 2019   | 50        | [ 43 ] |
| 2020   | 64 259    | [ 43 ] |
| 2021   | 73 738    | [ 44 ] |
| 2022   | 83 432    | [ 46 ] |
| teljes | 221 479   |        |

## Fordítás
Ez a szócikk részben vagy egészben  a   VW ID.3 című német Wikipédia-szócikk ezen változatának fordításán alapul.  Az eredeti cikk szerkesztőit annak laptörténete sorolja fel. Ez a jelzés csupán a megfogalmazás eredetét és a szerzői jogokat jelzi, nem szolgál a cikkben szereplő információk forrásmegjelöléseként.